# Seppois-le-Haut
Seppois-le-Haut é uma comuna francesa na região administrativa de Grande Leste, no departamento Alto Reno. Estende-se por uma área de 6,32 km². Em 2010 a comuna tinha 520 habitantes (densidade: 82,3 hab./km²).

## Demografia
| 1962 | 1968 | 1975 | 1982 | 1990 | 1999 | 2006 | 2007 |
| ---- | ---- | ---- | ---- | ---- | ---- | ---- | ---- |
| 280  | 293  | 322  | 345  | 335  | 508  | 518  | 519  |